# Ожехово (Елцький повіт)
Ожехово (пол. Orzechowo, нім. Nußberg) — село в Польщі, у гміні Старі Юхи Елцького повіту Вармінсько-Мазурського воєводства.
Населення — 158 осіб (2011).
У 1975-1998 роках село належало до Сувальського воєводства.

## Демографія
Демографічна структура станом на 31 березня 2011 року:
|          | Загалом | Допрацездатний вік | Працездатний вік | Постпрацездатний вік |
| -------- | ------- | ------------------ | ---------------- | -------------------- |
| Чоловіки | 80      | 18                 | 54               | 8                    |
| Жінки    | 78      | 20                 | 42               | 16                   |
| Разом    | 158     | 38                 | 96               | 24                   |